# بحيرة طونغا
تقع بحيرة طونغا على بعد 4 كيلو مترا من مدينة القالة ولاية الطارف، بالجزائر، تقع بحيرة الأوبيرا في الجنوب وبحيرة الملاح من الغرب. وهي تشكل مع البحيرتين المذكورتين وكذلك بحيرة العصافير حظيرة الوطنية القالة التي تقع مقربة من البحر الأبيض المتوسط.وهي بحيرة مليئة بمختلف الأشجار والنباتات وتأوي أنواعا حيوانية ونباتية كأشجار الفلين والصنوبر البحري والحلبي، وهي من المناطق المصنفة في اتفاقية رامسار للمناطق الرطبة.

## الوصف
ويتألف النظام البيئي في بحيرة طونغا من مياه مفتوحة يحيط بها نباتات مختلفة كالقصب الصفصاف والجزيرات الصغيرة العائمة الخضراء وفي عمق الغابة نجد شجيرات عائمة في مياه قلما تجدها في مكان أخر من العالم.وبحيرة طونغا تلعب دورا هاما قي السيطرة على الفيضانات خلال فصل الشتاء بالتقاط الرواسب والمواد التي مزقتها الفيضانات وتثبيت الكثبان الساحلية مما لايؤثر على الوسط البئي في الحظيرة.وتغطي سطح البحيرة 90 ٪ من النباتات الناشئة مع 14 مجموعة بما في ذلك 82 نوع، 32 منها تصنف نادرة ونادرة جدا. وهناك 22 نوعا من اليعسوب المنتمين إلى أربع عائلات. وهي أيضا موقع مهم لقضاء الشتاء لعشرات الآلاف من الطيور المائية.
ومكّن من هذا التنوع الكبير البيئات المختلفة من مناطق واسعة من المياه المفتوحة، وفسيفساء الغطاء النباتي من الغابات العائمة والجزر العائمة المليئة بالصفصاف.

## الغطاء النباتي
- وهي تتألف من اثنين وثمانين نوع نباتي تنتمي إلى 31 عائلة، من بينها 32 نوعا تصنف نادرة في العالم كله، وهي تمثل 39 ٪ من الغطاء النباتي في الجزائر كلها.

## التنوع الحيواني
يوجد في بحيرة طونغا أنواع حيوانية مختلفة من حيث الشكل والموطن والحجم ويعتبر أبرزها طائر النحام الوردي التي تأتي من كينيا لقضاء الشتاء في الجزائر، والبحيرة تستقبل أعدادا كبيرة من النحام كل عام. وكل من الحسون والحسون الأوروبي والبطة أبو فروة والبطة الحديدية.

## تصنيفها في اتفاقية رامسار
- تصنف بحيرة طونغا في اتفاقية رامسار وفقا للمعايير التالية :

1- معيار 1:
منطقة رطبة ذات أهمية دولية فريدة من نوعها في منطقة البحر الأبيض المتوسط.
2- معيار 2:
هي منطقة تعيش فيه أنواع مصنفة في القائمة الحمراء للأنواع المهددة بالانقراض (IUCN) مثل البط الأبيض الرأس والبطة الحديدية والدجاج السلطاني وخطاف البحر.
3- معيار 3:
نظرا لجودة منطقة بحيرة طونغا للتكاثر والتعشيش، فإن بحيرة طونغا تعتبر من أهم مناطق التعشيش في شمال أفريقيا بالنسبة لطائر البط الأبيض الرأس والبطة الحديدية والذي يضم بها أكبر عدد في منطقة البحر الأبيض المتوسط.
4- معيار 5:
بحيرة طونجا يتواجد بها أكثر من 20.000 طائر مختلف.
5- معيار 6:
البحيرة تستضيف 1% من أنواع البط البري وبالأخص الأبيض أهمها البطة الحديدية.

## أنظر أيضا
- بحيرة مينغو